# West Point (Kentucky)
West Point é uma cidade localizada no estado americano de Kentucky, no Condado de Hardin.

## Demografia
Segundo o censo americano de 2000, a sua população era de 1100 habitantes.
Em 2006, foi estimada uma população de 1003, um decréscimo de 97 (-8.8%).

## Geografia
De acordo com o United States Census Bureau tem uma área de
7,0 km², dos quais 7,0 km² cobertos por terra e 0,0 km² cobertos por água.

## Localidades na vizinhança
O diagrama seguinte representa as localidades num raio de 16 km ao redor de West Point.